# Fügnerovo náměstí
Fügnerovo náměstí na Novém Městě v Praze je nazváno podle zakladatele českého tělocvičného spolku Jindřicha Fügnera (1822-65), který má na náměstí bustu. Má pravidelný obdélníkový tvar, který ohraničují ulice:
- z jihu Wenzigova,
- ze západu Sokolská,
- ze severu Tyršova a
- z východu Legerova.

Legerova a Sokolská ulice tvoří součást Severojižní magistrály, pod kterými vedou na náměstí podchody.

## Historie a názvy
Náměstí vzniklo v roce 1893 po zbourání městských hradeb a od začátku má současný název. Původně mělo být na náměstí tržiště, ale byl vybudován park.

## Budovy, firmy a instituce
- Hotel Prague Centre Plaza - Fügnerovo náměstí 1[4]
- infocentrum Klubu českých turistů - Fügnerovo náměstí 3[5]
- hotel a restaurace Green Garden - Fügnerovo náměstí 4[6]
- ČEZ ICT Services, Národní informační a poradenské středisko pro kulturu - Fügnerovo náměstí 5[7]